# كارلو كافانيولي
كارلو كافانيولي (بالإيطالية: Carlo Cavagnoli)‏ (21 يناير 1907 – 1 يناير 1991) هو ملاكم إيطالي راحل، مثّل بلاده في الألعاب الأولمبية الصيفية 1928.

## روابط خارجية
كارلو كافانيولي على موقع بوكس ريك (الإنجليزية) (registration required)
- كارلو كافانيولي على موقع أوليمبيديا (الإنجليزية)
- كارلو كافانيولي على موقع اللجنة الأولمبية الإيطالية (الإيطالية)